# Шу Ци
Шу Ци (кит. упр. 舒淇, пиньинь Shū Qí; урождённая Линь Лихуэ́й (кит. упр. 林立慧, пиньинь Lín Lìhuì); родилась 16 апреля 1976 года) — тайваньская киноактриса.

## Биография
Родилась в очень бедной семье в уезде Тайбэй и в семнадцатилетнем возрасте перебралась в Гонконг, где стала фотомоделью, снимаясь обнажённой для различных эротических журналов. В одном из них её заметил продюсер Манфред Вонг, и пригласил для съёмок в нескольких гонконгских эротических фильмах, таких как «Секс и дзен 2».
Со временем помимо демонстрации обнажённого тела она стала демонстрировать неплохую актёрскую игру и добилась приглашения в более серьёзные фильмы. Течение карьеры актрисы изменилось после встречи с режиссёром Дереком И, который пригласил её в свой фильм «Вива эротика». Лента с иронией рассказывала об индустрии эротических фильмов в Гонконге, актриса сыграла молодую звезду таких фильмов. За свою игру она получила Гонконгскую кинопремию в номинации «Лучшая актриса второго плана» в 1997 году. После этого успеха её стали снимать во многих популярных гонконгских фильмах, таких как «Великолепный» (1999), где она снималась вместе с Джеки Чаном; хорошо принятые критиками фильмы «Островные истории» (1999) Стэнли Квана и «Миллениум Мамбо» Хоу Сяосяня.
В 1999 году Энг Ли пригласил актрису на роль Джен в свой фильм «Крадущийся тигр, затаившийся дракон». Но после шести недель съёмок, менеджер актрисы Манфред Вонг предложил ей отказаться от роли и сниматься для рекламы Coca-Cola в Японии. В результате роль Джен досталась молодой актрисе Чжан Цзыи, которая во многом благодаря этому фильму добилась славы одной из самых известных актрис Азии. После этого провала Шу Ци уволила своего менеджера.
С тех пор актриса стала тщательнее выбирать свои роли. В 2002 году сразу два фильма с её участием стали хитами. Некоторую мировую известность Шу Ци принёс французский боевик «Перевозчик». В Азии успешным стал боевик местного производства «Боевые ангелы», где Шу Ци исполнила главную роль. Также успешным стал фильм ужасов 2004 года «Глаз 2», в котором актриса продемонстрировала свои актёрские возможности в новом для себя жанре.

## Личная жизнь
С 2016 года замужем за актёром и режиссёром Стивеном Фуном, с которым познакомилась в 1997 году на съёмках мелодрамы «Красавчик».
4 июня 2023 г. появилась информация о ее беременности, и ее родные тоже это подтвердили.

## Фильмография
- Ангелы улиц (1996)
- Вива эротика (1996)
- Железная сестра (1996)
- Пока смерть не рассмешит нас (1996)
- Секс и дзен 2 (1996)
- Странная голубая история (1996)
- Вот это были деньки (1997)
- Любовь не игра, любовь – шутка (1997)
- Любовь, это любовь (1997)
- Любовь: Стиль амёбы (1997)
- Мой отец — ничтожество (1997)
- Блюз Портланд-стрит (1998)
- Властелины стихий (1998)
- Город из стекла (1998)
- Другая степень риска (1998)
- Красавчик (1998)
- Молодые и опасные 5 (1998)
- Молодые и опасные: Приквел (1998)
- Поколение любви: Гонконг (1998)
- Счастливый парень (1998)
- Чрезвычайная опасность (1998)
- Великолепный (1999)
- Герой (1999)
- Когда я смотрю на звезды (1999)
- Моя любимая наемница (1999)
- Островные истории (1999)
- Полсигары (1999)
- Жар дракона (2000)
- Летящая в танце (2000)
- Неожиданные проблемы (2000)
- По имени Никто (2000)
- Рождённый королём (2000)
- Супер воры (2000)
- Только для плохих парней (2000)
- Боевые ангелы снова в деле (2001)
- Видимая тайна (2001)
- Люби меня, люби мои деньги (2001)
- Миллениум Мамбо (2001)
- Пекинский рок (2001)
- Боевые ангелы (2002)
- Всего один взгляд (2002) (камео)
- Женщины с Марса (2002)
- Офис с привидениями (2002)
- Перевозчик (2002)
- Листва (2003)
- Мистер совершенство (2003)
- Глаз 2 (2004)
- Дом, милый дом (2005)
- Сеульский расклад (2005)
- Три времени (2005)
- Моя жена-гангстер 3 (2006)
- Признания боли (2006)
- Кровные братья (2007)
- Лес смерти (2007)
- Нечестных прошу не беспокоить (2008)
- В поисках «звезды» (2009)
- Нью-Йорк, я люблю тебя (2009)
- Город в осаде (2010)
- Кулак легенды: Возвращение Чэнь Чжэня (2010)
- Нечестных прошу не беспокоить 2 (2010)
- Красивая жизнь (2011)
- Вторая женщина (2012)
- Доспехи Бога 3: Миссия Зодиак (2012)
- Путешествие на Запад: Покорение демонов (2013)
- Убийца (2015)
- Авантюристы (2017)
- Деревня, откуда не возвращаются (2017)

## Признание
В 2005 году Шу Ци была признана лучшей актрисой на кинофестивале «Золотая лошадь» в Тайване за исполнение трёх ролей в фильме Хоу Сяосяня «Лучшие времена».
В 2008 году актриса была членом жюри Берлинского кинофестиваля, а в 2009 году вошла в состав жюри Каннского кинофестиваля.